# ياسر دودين
ياسر دودين (1 أيار 1962-) هو سياسي فلسطيني، ولد في بلدة دورا بمحافظة الخليل. التحق بجامعة الخليل حيث حصل على درجة البكالوريوس في التاريخ. بدأ دودين مسيرته المهنية كمدرس في مدارس دورا، ليصبح بعدها مديرًا في نفس المدارس. كما شغل منصب عضو في الاتحاد العام للمعلمين، وانخرط في العمل ضمن المنظمات الشعبية. عُين مستشارًا لوزير الداخلية. وانتخب عضوًا في المجلس الثوري لحركة فتح.

## نشاطه السياسي
انضم دودين إلى حركة فتح في عام 1980، وبرز كناشط في صفوفها، حيث كان له دور محوري في حركة الشبيبة الطلابية خلال فترة دراسته الجامعية. شارك في اللجان الحركية والأقاليم ضمن الحركة، وتدرج في المناصب التنظيمية حتى وصل إلى منصب أمين سر حركة فتح في إقليم جنوب الخليل. في المؤتمر السابع لحركة فتح الذي عُقد في عام 2016.